# TAICHI MASTER
TAICHI MASTER（タイチ・マスター、1973年10月10日 - ）は、東京都出身のヒップホップDJ・ライター・音楽プロデューサーである。

## 来歴
東京都文京区立第十中学校時代の同級生には、DJ TATSUTA、MCUらがいる。DJ TATSUTAは小学校も同じである。
1987年、同級生のDJ TATSUTA、MCUとヒップホップユニットRADICAL FREAKSを結成。当初はTA-1という名前で活動していた。
1990年、一本のデモテープがきっかけでCMJKのユニットCONFUSIONにサポートメンバーとして参加、そのまま美大を中退しプロとして音楽の道へ進む。
1995年、ライターをしていた音楽雑誌ele-kingの協力のもとインディーズ・レーベルadjustmentを立ち上げ、BY PHAR THE DOPEST、KICK THE CAN CREW、アルファらを続々とデビューさせ、日本のヒップホップ・シーンに多大な影響を与えたプロデューサーとして知られる存在となる。
2005年、東芝EMIより、Ryoji、宇多丸、ハナレグミ、MEG、LITTLE、G.RINAなど多彩なゲスト・ボーカルを迎えた自身初のオリジナル・アルバム「DISCO*NNECTION」をリリース。いち早くヒップホップとエレクトロ・ハウスの融合を試みたサウンドが注目を集める。
2007年、7月7日に27歳のOLと入籍したことを自身のブログで発表した。7月22日に結婚式、披露宴、ライブが行われ、同級生のDJ TATSUTAとMCU、CMJK、LITTLE、宇多丸、wyolica、ハナレグミ、小島よしおらが出席した。ウェルカムボードの似顔絵はリリー・フランキー直筆。
電気グルーヴのマネージャーを務めていた西井健一が初めて「TAICHI MASTER」の名を聞き、それを後から石野卓球とピエール瀧に伝えるとき、うろ覚えでどういう名前だったか正確に覚えておらず、かすかな記憶を頼りに思い出したところ、「たしかドクター・ポンって名前だったと思います」と報告したというエピソードがある。

## ディスコグラフィー

### アルバム
- DISCO-NNECTION（2005年3月30日）
  1. FANTOM OF THE DISCO
  2. DYNAMITE
  3. あ・い・ど・る feat.Ryoji（ケツメイシ）×宇多丸（RHYMESTER）
  4. THE STAR IS LAZY feat.meg
  5. LOVELOCITY feat.G.RINA
  6. WEEKEND SUPERSTAR feat.TWINKLE（洛陽船） additional production by DJ TASAKA
  7. THE AWAKING feat.JUN（WINO）
  8. REVENGE OF OLDSHOOLERS
  9. BEHIND THE CLOUDS feat.オオヤユウスケ（Polaris）
  10. フレテイタイ feat.LITTLE×ハナレグミ

## リミックス
- 伊沢麻未
「Fly Away Taichi Master Remix」（「Fly Away」に収録）
- MCU
「サーフライダー(TAICHI MASTER 33FUNK MIX)」（「nukumori」に収録）
- クレイジーキャッツ
「ドント節(TAICHI MASTER baile funk mix)」（「CRAZY MIX」に収録）
- ナイス橋本
「after the school(TAICHI MASTER remix)」（「キンミライ。」に収録）

## プロデュース作品
- 嵐『THE ORIGINAL MOTION PICTURE SOUNDTRACK ピカ☆ンチ LIFE IS HARDだけどHAPPY』（2002年10月30日）
04.eternity
07.drive away
- 交響詩篇エウレカセブン『ORIGINAL SOUNDTRACK 2』（2006年4月5日）
03.L.F.O.
- 出ましたっ!パワパフガールズZ『THE POWERPUFF GIRLS Z ORIGINAL SOUNDTRACK』(2007年6月27日)
- JUN 『moon risin』（2004年7月28日）
- Azumi from wyolica「Kick up Kiss」（2005年7月20日）
01.Kick up Kiss
- Caravan 『Wander Around』（2006年4月19日）
10.Music Save My Life
- LITTLE「ワンマンショウ」（2007年7月18日）
02.アゲイン
- LITTLE「夢のせい」（2007年10月10日）
03.& JOYRIDE
- LITTLE『"Yes"rhyme-dentity』（2008年5月7日）
09.楽 feat.Metis
- RYTHEM with キマグレン「Love Call/あかりのありか」（2008年7月23日）
01.Love Call
- MCU『SHU・HA・RI〜STILL LOVE〜』（2009年3月11日）